# Seno esfenoidal
Los senos esfenoidales son dos cavidades asímetricas llenas de aire que se encuentran en el hueso esfenoides del cráneo. Junto con el seno frontal, seno maxilar y seno etmoidal forma el conjunto conocido como senos paranasales.

## Anatomía
El seno esfenoidal está rodeado por diferentes estructuras anatómicas de gran importancia. En su parte superior se encuentra la hipófisis, el tracto olfatorio, el quiasma óptico y los lóbulos frontales del cerebro. Por debajo está limitado por la nasofaringe. Lateralmente está en proximidad con la arteria carótida interna, el seno cavernoso y los pares craneales II, III, IV, V (trigémino) y VII (facial).